# 迪奇基夫
49°30′25″N 25°43′40″E / 49.50694°N 25.72778°E

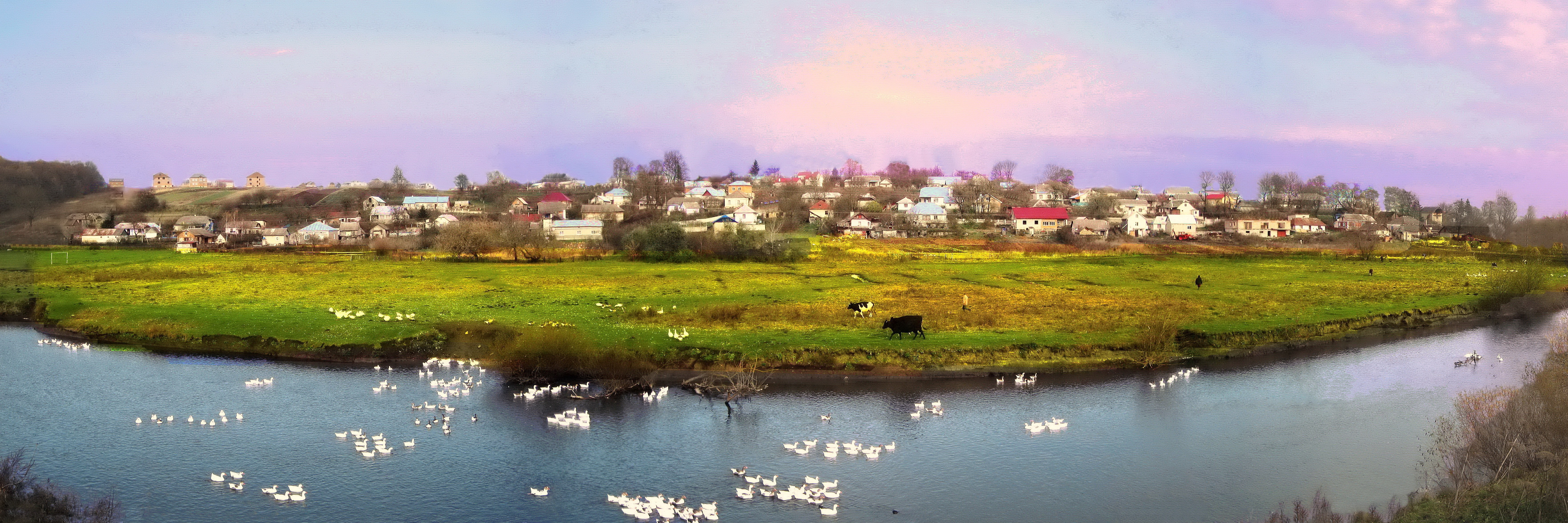

迪奇基夫（羅馬化：Dychkiv）是烏克蘭的村落，位於該國西部捷爾諾波爾州，由捷爾諾波爾區負責管轄，處於赫尼茲納河畔，始建於1480年，面積1.85平方公里，海拔高度304米，2001年人口738。